# Confetti (álbum)
Confetti  es el sexto álbum de estudio del grupo británico Little Mix. Se lanzó el 6 de noviembre de 2020 a través de RCA Records UK. Este trabajo comenzó con sus primeros anuncios en marzo de 2020, reclutando a escritores y productores como Kamille, Robin Oliver Frid, Goldfingers, Chris Loco, MNEK, TMS, entre otros. El disco cuenta con sonidos synth-pop, house, europop, r&B, gospel, entre otros. Es el último álbum de la banda junto con Jesy Nelson como integrante del grupo. 
El álbum fue divulgado por cuatro sencillos y tres promocionales, El sencillo principal «Break Up Song» se lanzó el 27 de marzo de 2020, tema que alcanzó la novena posición en la lista UK Singles Chart. «Holiday» se publicó como segundo sencillo seguido de «Sweet Melody», que consiguió ser el quinto número uno de la banda en UK y un remix de «Confetti» junto a la rapera americana Saweetie. De manera promocional, se lanzaron los temas «Not a Pop Song, «Happiness» y la versión original de «Confetti». Para promocionar el álbum, Little Mix comenzará la gira The Confetti Tour en 2022.

## Antecedentes
En marzo de 2020, la banda reveló el video musical de la canción «Wasabi», que filmaron en el backstage de LM5 : The Tour, el cual termina con un mensaje que dice «nueva era pendiente», que señala el final de la era de su quinto álbum de estudio LM5 (2018). El 20 de marzo, a través de sus redes sociales divulgan un vídeo titulado «New Era Pending» (nueva era pendiente), el cual contiene un pequeño fragmento de una canción. Dos semanas antes, comentaron a POPLine que habían casi terminado su sexto álbum de estudio.
El 16 de septiembre de 2020, Confetti fue anunciado a través de las redes sociales de Little Mix, ese mismo día, se reveló la carátula del álbum donde se ven a las integrantes con brillos de colores en la cara, el título y la fecha de lanzamiento para el 6 de noviembre de 2020. En dicho anuncio el grupo comentó que en el disco trabajaron con mucha emoción y energía, «se ha invertido tanto amor, emoción y energía en la realización de este disco y ahora que han salido las noticias por fin podemos emocionarnos con ustedes». El álbum comenzó su reventa el 8 de noviembre de 2020.

## Música y letras
La canción de apertura «Break Up Song» es un «himno de despedida» de synth-pop de los 80 que ha sido comparado con «The Boys of Summer» de Don Henley. «Holiday» tiene un toque post-Daft Punk con ritmos house. «Sweet Melody» es una canción de reguetón-trap cuya letra ha sido descrita como «basura». La canción principal recuerda a una compilación de éxitos de principios de la década de 2000.  «Happiness» es una canción de Europop y R&B que tiene una «melodía hábilmente cursi». Se ha descrito que «Not a Pop Song» tiene un «gran coro soleado», y está «perfectamente presentado como la etapa final de la rebelión de los reality shows». La letra recibió elogios de los críticos por criticar a Simon Cowell, su exgerente. «Gloves Up» tiene un ritmo estruendoso que recuerda al R&B de la década de 2000. «A Mess (Happy 4 U)» ha sido descrito como el equilibrio perfecto entre la pop melódica y la invención sónica.
«My Love Won't Let You Down» es un gospel piano balada. «Rendezvous» es un tema pop contemporáneo con toques de retro, y ha sido comparada con el trabajo de The Pussycat Dolls, particularmente su canción «Buttons». La canción también se ha descrito como «sexy, apta para la radio, pero aún con un sentido distintivo de humor descarado y fantasía». «If You Want My Love» es una canción de R&B y ha sido comparada con TLC y Destiny's Child. La pista de cierre, «Breathe», se ha descrito como una «canción de antorcha en movimiento», y su letra trata sobre la angustia. «Bounce Back», que aparece en la edición japonesa como un bonus track exclusivo, es una canción trap-pop que interpola «Back to Life (However Do You Want Me)» de Soul II Soul. Otras pistas adicionales que aparecen exclusivamente en la edición japonesa incluyen una versión acústica de «Break Up Song» y el remix de Frank Walker de «Holiday».

## Promoción

### Sencillos
El sencillo principal del disco «Break Up Song» se lanzó el 27 de marzo de 2020, y se promociono con un filtro relacionado con Little Mix en Instagram. El tema alcanzó la novena posición en la lista UK Singles Chart. «Holiday» se publicó como segundo sencillo el 24 de julio de 2020, previamente al anuncio del tema, a través de las redes sociales de la banda, se comenzó a publicar una serie de vídeos y fotos de las integrantes dando indicios de que se vendría nueva música. La pista finalmente, se ubicó en la posición 15 en la lista de sencillos del Reino Unido. El 23 de octubre, «Sweet Melody» fue lanzado como el tercer sencillo del álbum junto con su video musical. La pista finalmente, se ubicó en la posición 8 en la lista de sencillos del Reino Unido.

### Sencillos promocionales
El 9 de octubre de 2020, se lanzó «Not a Pop Song» como el primer sencillo promocional del álbum. El 16 de octubre de 2020, «Happiness» fue lanzado como el segundo sencillo promocional.

### Gira musical
El 17 de septiembre de 2020, Little Mix anunció la gira musical The Confetti Tour, que está programada para realizarse del 28 de abril al 29 de mayo de 2021. También se anunciaron los lugares de la gira, entre ellas, ciudades de Reino Unido e Irlanda. Los boletos se lanzaron al público en general el 25 de septiembre, con la opción de boletos de preventa para aquellos que preordenaron Confetti a través del sitio web oficial del grupo. Las entradas de preventa estuvieron disponibles del 22 al 25 de septiembre. El 25 de septiembre, se anunciaron fechas adicionales de la gira por Dublín, Belfast, Londres y Birmingham.

## Recepción Crítica
En Metacritic, que asigna una puntuación normalizada sobre 100 a las reseñas de los principales críticos, el álbum tiene una puntuación media de 74 sobre 100, basada en diez reseñas, lo que indica "críticas generalmente favorables" y su puntuación más alta hasta la fecha. También fue recibido con elogios universales de los usuarios con una puntuación de 8,9 en la plataforma. Del mismo modo, AnyDecentMusic? calificó Confetti con un 7,1 sobre 10. Megan Walder de Clash elogió los temas del álbum de "meta críticas sobre la industria musical y el impulso de su agenda empoderadora para ser la mejor amiga de todas las chicas". Walder también opinó que "los toques de R&B, los ritmos nostálgicos y las armonías impecables que producen las cuatro ofrecen comodidad con su familiaridad y aún así consiguen sentirse progresivas con la toma de 2020 de estos elementos clásicos de una era musical icónica", refiriéndose a la década de 2000 como la era musical icónica en cuestión. Jenessa Williams, de DIY, se mostró de acuerdo, afirmando que "Confetti parece una auténtica apuesta por la dominación mundial, cargada de un R&B fuerte y americanizado". Los temas del álbum "Confetti" y "Rendezvous" fueron comparados con "recopilatorios de los años 00', de esos que exigen videoclips de gran presupuesto que puedes representar en tu habitación cuando nadie te ve"."
Alexis Petridis de The Guardian concedió al álbum 3 de 5 estrellas, afirmando que sonaba "extrañamente familiar" y que era "difícil diferenciarlo de su predecesor [LM5]". Petridis señaló que Confetti era un "ejercicio de encasillamiento en las tendencias pop actuales", que incluía sintetizadores inspirados en los 80 ("Break Up Song"), ritmos de reggaeton ("Sweet Melody"), música house post-Daft Punk, house y rock. house ("Holiday"), gospel ("My Love Won't Let You Down") y Europop ("Happiness"). Concluía diciendo que Confetti es exactamente lo que cabría esperar, "un sólido álbum de pop mainstream, incluso cuando afirma que no lo es". Por su parte, Roisin O'Connor, de The Independent, opinaba que "las claras influencias de los noventa del grupo encajan maravillosamente con la producción pop contemporánea". En la crítica, O'Connor afirma que "Confetti no se aleja demasiado del glam pop empoderado que Little Mix ha convertido en su fuerte. Sus 13 canciones son una mezcla pulida de bops coquetos y temas de alto octanaje que celebran la autoestima... seguro, no hay nada innovador que encontrar aquí, pero demuestra que Little Mix lo hacen muy bien cuando confían en sus propios instintos."
El álbum fue calificado de "triunfante" y "celebración", en referencia a la separación del grupo de Simon Cowell y su antigua discográfica Syco Music, por Elisa Bray de iNews. Bray describió Confetti como "el álbum confiado de un grupo que, a punto de cumplir los 30, ha encontrado su voz" Aunque Steven Loftin de The Line of Best Fit calificó el álbum de "zancada hacia adelante", dijo que "un poco más de cuidado en la artesanía de la gran imagen no estaría de más". Loftin añadió que "dada la situación, casi de libertad, en la que el grupo se encuentra, hay ciertamente un vacío en Confetti que te deja deseando que hubiera un paso más hacia algo coherente". " Escribiendo para musicOMH, Nick Smith dijo que: Confetti ve a Little Mix salir de los bloques de salida caminando. No hay nada realmente nuevo aquí". Smith criticó el Auto-tune utilizado en algunas de las canciones, pero finalmente dijo que "estas talentosas mujeres son ahora innegables veteranas de los besos y las canciones pop con estribillos altísimos. Confetti es un álbum fiable con recetas básicas, pero para mantener el interés en el futuro, ahora se necesita algo nuevo en la mezcla" Kate Solomon de The Telegraph estuvo de acuerdo con todos los sentimientos de los críticos anteriores, diciendo que aunque el álbum es "gloriosamente divertido" no era nada "que no hubiéramos escuchado antes". Solomon concluyó que Confetti continuaba una tendencia de música de "alta calidad", con un "estilo consistentemente alcanzable" y "personalidades simpáticas". Mientras que Will Hodgkinson de The Sunday Times dijo "¿Quién habría imaginado que la girl band prosperaría casi una década después? La determinación ha triunfado y su último álbum muestra la química y la bonhomía que las ha llevado tan lejos." Jeffrey Davies, de PopMatters, calificó Confetti como el mejor trabajo del grupo hasta la fecha y lo describió como "entretenido pero no exagerado y atrevido pero no interesado". También añadió que el álbum, aparte de ser atrevido y adulto, "es campechano y divertido de una forma que suena completamente natural en el grupo". Jacklyn Krol, de PopCrush, afirmó que el álbum "tiene una fluidez perfecta que lleva al oyente a un viaje de emociones y vibraciones" y que "realmente parece una liberación para el grupo". PopCrush también incluyó el álbum como uno de los "25 mejores álbumes de 2020".

### Year-end lists
| Crítico/Publicación | Listas                         | Posición | Ref.   |
| ------------------- | ------------------------------ | -------- | ------ |
| Billboard           | The 25 Best Pop Albums of 2020 |          | [ 39 ] |
| Style Caster        | Best Albums of 2020            |          | `      |
| PopCrush            | 25 Best Albums of 2020         |          | [ 38 ] |
| Official Charts     | Biggest Albums of 2020         |          | [ 41 ] |
| Official Charts     | Biggest Albums of 2021         |          | [ 42 ] |
| StyleCaster         | Best Albums of 2020            |          | [ 43 ] |

## Rendimiento comercial
El sencillo principal "Break Up Song", alcanzó el número nueve en la lista de singles del Reino Unido y el número dos en la lista de singles de Escocia, y entró en el top 20 de Hungría e Irlanda. Fue certificado como disco de oro tanto en el Reino Unido como en Brasil. El segundo single del grupo, "Holiday", alcanzó el número quince en la lista de singles del Reino Unido. Alcanzó el número tres en Escocia, el número ocho en Macedonia y entró en el top 20 de las listas en inglés de Hungría y Bolivia. Posteriormente, fue certificado como disco de oro tanto en el Reino Unido como en Brasil.
Su tercer sencillo "Sweet Melody" alcanzó el primer puesto en la lista de singles del Reino Unido en enero de 2021, convirtiéndose en el quinto número uno del grupo en ese país, y el primero desde "Shout Out to My Ex" en octubre de 2016. El sencillo también se situó en el primer puesto de las listas en Macedonia del Norte, y alcanzó un máximo en el top 20 de las listas de Croacia, Hungría e Irlanda, y en las listas en inglés de Guatemala, Bolivia, Uruguay y Perú. Más tarde fue certificado como disco de platino en el Reino Unido y Brasil. El cuarto sencillo del grupo, una remezcla de "Confetti" con la participación de la rapera estadounidense Saweetie, se publicó como último sencillo del álbum. La canción alcanzó el número nueve en la lista de singles del Reino Unido, convirtiéndose en el Little Mix en el décimo octavo single en el Reino Unido.
"No Time for Tears", que alcanzó el número diecinueve en la lista de singles del Reino Unido, y "Bounce Back", que alcanzó el número diez, se incluyeron posteriormente en la edición ampliada del grupo de su sexto álbum de estudio, Confetti. Ambos sencillos han sido certificados como plata en el Reino Unido, mientras que 'Bounce Back' también fue certificado como oro en Brasil. "One I've Been Missing", también se incluyó en la edición ampliada del grupo de su sexto álbum de estudio, Confetti.
Tras su lanzamiento, el álbum recibió críticas generalmente positivas. En Metacritic, El álbum llegó a la lista de éxitos en un total de 25 países y alcanzó el número uno en la lista de álbumes de Irlanda, convirtiéndose en el tercer álbum número uno del grupo en el país. En el Reino Unido, el álbum debutó en el número dos de la Official Albums Chart con 49.000 ventas, 5.000 menos que el álbum de Kylie Minogue Disco, en lo que varios medios consideraron una disputada batalla en las listas, y se convirtió en el sexto álbum del grupo en colocarse entre los cinco primeros de la UK Albums Chart. Desde entonces ha sido certificado como disco de oro por la Industria Fonográfica Británica (BPI). Confetti consiguió las mayores ventas en la primera semana de un álbum de un grupo británico en 2020, y también fue el álbum que más rápido se vendió de un acto británico ese año. En 2021 el álbum fue catalogado como uno de los más vendidos del año, y el más vendido por un grupo de chicas ese año.
Fuera del Reino Unido, el álbum se situó en el top 10 de las listas de álbumes de Australia, Croacia, Bélgica, Portugal, Holanda, Nueva Zelanda, Lituania, España y Austria. En otros países, se situó entre los 20 primeros puestos en las listas de álbumes de Alemania, Polonia y Suiza, y en otros 10 territorios, incluido Estados Unidos.
En los Estados Unidos, el álbum debutó en el número ochenta y cinco de la lista estadounidense Billboard 200. Este se convirtió en el sexto álbum global del grupo en figurar en la lista. La madre de Leigh-Anne Pinnock arremetió contra su discográfica estadounidense Columbia Records, acusándoles de no promocionar el álbum en Estados Unidos.

## Lista de canciones
| N.º   | Título                       | Escritor(es)                                                                                        | Productor(es)                     | Duración |  |
| 1.    | «Break Up Song»              | Camille Purcell, Frank Nobel, Linus Nordstrom, Perrie Edwards, Leigh-Anne Pinnock y Jade Thirlwall  | Kamille y Goldfingers             | 3:20     |  |
| 2.    | «Holiday»                    | Chris Loco, Nobel, Thirlwall, Purcell, Pinnock, Nordstrom y Edwards                                 | Kamille, Loco y Goldfingers       | 3:33     |  |
| 3.    | «Sweet Melody»               | Brian A. Garcia, Morten Ristorp, Robin Oliver Frid, Tayla Parx y Uzoechi Emenike                    | Parx, Frid, MNEK, Rissi y Peoples | 3:33     |  |
| 4.    | «Confetti»                   | Ben Kohn, Jesy Nelson, Purcell, Maegan Cottone, Pete Kelleher, Tom Barnes y Emenike                 | TMS                               | 2:47     |  |
| 5.    | «Happiness»                  | Kohn, Purcell, Kelleher, Barnes y Emenike                                                           | TMS                               | 3:17     |  |
| 6.    | «Not a Pop Song»             | Thirlwall, Lara Maria Anderson, Pinnock, Frid y Parx                                                | Parx, Frid y MNEK                 | 2:59     |  |
| 7.    | «Nothing But My Feelings»    | Alex Niceforo, Thirlwall, James Norton, Keith Sorrells, Pinnock, Sean Douglas y Warren "Oak" Felder | Oak, Keith Sorrells y Alice Nice  | 2:42     |  |
| 8.    | «Gloves Up»                  | Thirlwall, Pinnock, Cottone, Edwards y Peter Rycroft                                                | Lostboy                           | 2:47     |  |
| 9.    | «A Mess (Happy 4 U)»         | Cass Lowe, Thirlwall, Janee Bennett, Pinnock y Edwards                                              | Lowe                              | 3:29     |  |
| 10.   | «My Love Won't Let You Down» | Nobel, James Abrahart, Purcell y Nordstrom                                                          | Kamille y Goldfingers             | 2:54     |  |
| 11.   | «Rendezvous»                 | Andersson, Luis Traconis Molina, Norman Gimbel, Pablo Beltran Luiz, Frid y Parx                     | Parx y Frid                       | 2:56     |  |
| 12.   | «If You Want My Love»        | Andrew Bullimore, Nobel, Purcell y Nordstrom                                                        | Kamille y Goldfingers             | 2:40     |  |
| 13.   | «Breathe»                    | Lowe, George Astasio, Jason Pebworth, Jon Shave y Purcell                                           | Lowe y The Invisible Man          | 3:29     |  |
| 40:26 |                              | |                                   |          |  |

| Confetti Record Store Day 2021 vinyl bonus track |                           |             |          |  |
| N.º                                              | Título                    | Producer(s) | Duración |  |
| 14.                                              | «Confetti» (con Saweetie) | TMS         | 3:04     |  |

| Confetti Japanese release bonus tracks |                                    |             |          |  |
| N.º                                    | Título                             | Producer(s) | Duración |  |
| 14.                                    | «Bounce Back»                      | Stargate    | 2:40     |  |
| 15.                                    | «Break Up Song» (acoustic version) | Kamille     | 3:23     |  |
| 16.                                    | «Holiday» (Frank Walker remix)     | Kamille     | 3:24     |  |
| 49:53                                  |                                    |             |          |  |

| Confetti expanded edition |                                       |             |          |  |
| N.º                       | Título                                | Producer(s) | Duración |  |
| 14.                       | «No Time for Tears» (con Nathan Dawe) | Dawe        | 3:17     |  |
| 15.                       | «Bounce Back»                         | Stargate    | 2:40     |  |
| 16.                       | «One I've Been Missing»               | Ashurst     | 3:12     |  |
| 49:38                     |                                       |             |          |  |

| Confetti expanded edition (remixes) |                                     |             |          |  |
| N.º                                 | Título                              | Producer(s) | Duración |  |
| 17.                                 | «Break Up Song» (Nathan Dawe remix) | Kamille     | 3:21     |  |
| 18.                                 | «Break Up Song» (Steve Void remix)  | Kamille     | 2:58     |  |
| 19.                                 | «Break Up Song» (acoustic version)  | Kamille     | 3:23     |  |
| 20.                                 | «Holiday» (MNEK remix)              | Loco        | 3:38     |  |
| 21.                                 | «Holiday» (220 Kid remix)           | Kamille     | 3:25     |  |
| 22.                                 | «Holiday» (Frank Walker remix)      | Kamille     | 3:24     |  |
| 23.                                 | «Holiday» (acoustic version)        | Kamille     | 3:32     |  |
| 24.                                 | «Sweet Melody» (PS1 remix)          | Parx        | 3:31     |  |
| 25.                                 | «Sweet Melody» (Alle Farben remix)  | Parx        | 3:21     |  |
| 26.                                 | «Sweet Melody» (acoustic version)   | Parx        | 3:34     |  |

## Posicionamiento en listas
| Listas (2020)                       | Mejor posición |
| ----------------------------------- | -------------- |
| Alemania (Media Control Charts)     | 18             |
| Australia (ARIA)                    | 7              |
| Austria (Ö3 Austria Top 40)         | 10             |
| Bélgica (Ultratop) Flanders         | 2              |
| Bélgica (Ultratop) Wallonia         | 25             |
| Canadá Albums (Billboard)           | 37             |
| Escocia (OCC)                       | 2              |
| Eslovaquia (ČNS IFPI)               | 54             |
| España (PROMUSICAE)                 | 7              |
| Estados Unidos (Billboard 200)      | 85             |
| Finlandia (Suomen virallinen lista) | 35             |
| Francia (SNEP)                      | 52             |
| Irlanda (OCC)                       | 1              |
| Italia (FIMI)                       | 25             |
| Japón (Billboard)                   | 65             |
| Japón (Oricon)                      | 104            |
| Lituania (AGATA)                    | 7              |
| Noruega (VG-lista)                  | 33             |
| Nueva Zelanda (RMNZ)                | 7              |
| Países Bajos (Álbum Top 100)        | 10             |
| Reino Unido (OCC)                   | 2              |
| Suecia (Sverigetopplistan)          | 46             |
| Suiza (Schweizer Hitparade)         | 18             |

## Certificaciones
| País (organismo certificador) | Certificación | Unidades certificadas |
| ----------------------------- | ------------- | --------------------- |
| Reino Unido (BPI)             | Oro           | 100 000               |

## Historial de lanzamiento
| País   | Fecha                  | Formato                         | Discográfica | Ref   |
| ------ | ---------------------- | ------------------------------- | ------------ | ----- |
| Varios | 6 de noviembre de 2020 | CD, descarga digital, streaming | RCA Records  | [ 2 ] |